# 1.º distrito congresional de Nueva Jersey
El 1.º distrito congresional es un distrito congresional que elige a un Representante para la Cámara de Representantes de los Estados Unidos por el estado de Nueva Jersey.  Según la Oficina del Censo, en 2011 el distrito tenía una población de 668 930 habitantes. Actualmente el distrito está representado por el Demócrata Robert Andrews.

## Geografía
El 1.º distrito congresional se encuentra ubicado en las coordenadas 39°47′31″N 75°3′29″O / 39.79194, -75.05806.

## Demografía
Según la Oficina del Censo de los Estados Unidos, en 2011 había 668 930 personas residiendo en el 1.º distrito congresional. De los 668 930 habitantes, el distrito estaba compuesto por 478 506 (71.5%) blancos; de esos, 464 456 (69.4%) eran blancos no latinos o hispanos. Además 116 668 (17.4%) eran afroamericanos o negros, 1 855 (0.3%) eran nativos de Alaska o amerindios, 24 251 (3.6%) eran asiáticos, 148 (0%) eran nativos de Hawái o isleños del Pacífico, 42 751 (6.4%) eran de otras razas y 18 801 (2.8%) pertenecían a dos o más razas. Del total de la población 79 234 (11.8%) eran hispanos o latinos de cualquier raza; 12 165 (1.8%) eran de ascendencia mexicana, 45 077 (6.7%) puertorriqueña y 1 552 (0.2%) cubana. Además del inglés, 1 379 (9.4%) personas mayor a cinco años de edad hablaban español perfectamente.
El número total de hogares en el distrito era de 249 592, y el 67.3% eran familias en la cual el 31 tenían menores de 18 años de edad viviendo con ellos. De todas las familias viviendo en el distrito, solamente el 46.9% eran matrimonios. Del total de hogares en el distrito, el 5.5 eran parejas que no estaban casadas, mientras que el 0.5% eran parejas del mismo sexo. El promedio de personas por hogar era de 2.63. 
En 2011 los ingresos medios por hogar en el distrito congresional eran de US$59 072, y los ingresos medios por familia eran de US$89 619. Los hogares que no formaban una familia tenían unos ingresos de US$83 524. El salario promedio de tiempo completo para los hombres era de US$54 827 frente a los US$42 798 para las mujeres. La renta per cápita para el distrito era de US$28 622. Alrededor del 9.1% de la población estaban por debajo del umbral de pobreza.